# EDTA
L'àcid etilendiamintetraacètic, o EDTA (de l'anglès ethylenediaminetetraacetic acid) és un àcid poliaminocarboxílic, molt utilitzat per a valoracions complexometriques perquè permet mesurar una gran majoria d'elements de la taula periòdica. És un sòlid incolor i soluble en aigua. La seva base conjugada s'anomena etilendiamintetraacetat.
Es fa servir molt per dissoldre el carrall. La seva gran utilitat i versatilitat rau a presentar un lligand hexadentat que és un agent quelant, tenint la capacitat de segrestar alguns ions metàl·lics com ara Ca2+ i Fe3+. Després d'enllaçar-se a l'EDTA, els ions romanen en dissolució, però, la seva reactivitat disminueix considerablement.
L'EDTA s'ha utilitzat com a descontaminant per eliminar el plom dels sòls amb plantes que el poden segrestar. Com que el plom sol estar en el sòl formant part de sals insolubles o, en el cas de sòls argilosos, enllaçat fortament amb l'argila, si s'hi afegeix EDTA, el plom se solubilitza i pot ser absorbit per les arrels de les plantes. També s'utilitza per mesurar la duresa de l'aigua.